# Nyikolaj Ivanovics Isutkin
Nyikolaj Ivanovics Isutkin, erzául: Ишуткинэнь Николай, oroszul: Николай Иванович Ишу́ткин (Szimkino, 1954. május 28. – 2021. január 12.) erza költő, újságíró.

## Életútja
1954. május 28-án a mordvinföldi Szimkino faluban született. 1961-ben szülőfalujában kezdte általános iskolai tanulmányait. 1971-ben a szomszédos Sugurovo középiskolájában érettségizett, majd a Mordvin Állami Egyetem Filológia Karán folytatta tanulmányait. Az egyetem elvégzése után az Erzjany Pravda újság tudósítójaként, osztályvezetőjeként dolgozott.
1987-ben a Csiliszema erza gyermek- és ifjúsági folyóirat főszerkesztője lett. 1989 és 1991 között a Moszkvai Társadalmi-politikai Intézet Újságírás Tanszékének a hallgatója volt. 1995-ben az Orosz Írószövetség tagja lett.
Diákkorában kezdett verseket írni. 1973-től publikálta erza nyelvű verseit az Od Pora, a Kilejnye és a Szjatko folyóiratokban. Tagja volt a Testinye irodalmi egyesületnek, amelynek vezetője Vaszilij Radajev erza költő, író volt. 1989-ben adta ki első versgyűjteményét Valszkeny testye (Hajnalcsillag) címmel. Ugyanebben az évben jelent meg első orosz nyelvű versgyűjteménye, a Pejzazs dusi (Lélek tája). 1994-ben jelent meg gyerekeknek szóló versgyűjteménye a Jutko Skaszto (Szabadidőben), amely a versek mellett számos játékot, rejtvényt és humort is tartalmazott.
2021. január 12-én hunyt el.

## Művei
| Eredeti cím           | A cím fordítása       | Megjelenés helye | Ideje |
| --------------------- | --------------------- | ---------------- | ----- |
| Валскень теште        | Hajnalcsillag         | Szaranszk        | 1989  |
| Пейзаж души           | Lélek tája            | Szaranszk        | 1989  |
| Тештень мастор        | Csillagország         | Szaranszk        | 1994  |
| Ютко шкастo           | Szabadidőben          | Szaranszk        | 1994  |
| Вармань кандовкст     | A szél hozta          | Szaranszk        | 2004  |
| Пейделькань кужине    | Kamilla rét           | Szaranszk        | 2007  |
| Сёксень кизэнь паламо | Az indián nyár csókja | Szaranszk        | 2009  |

## Fordítás
Ez a szócikk részben vagy egészben  a(z)   Ишуткин, Николай Иванович című orosz Wikipédia-szócikk ezen változatának fordításán alapul.  Az eredeti cikk szerkesztőit annak laptörténete sorolja fel. Ez a jelzés csupán a megfogalmazás eredetét és a szerzői jogokat jelzi, nem szolgál a cikkben szereplő információk forrásmegjelöléseként.